# William Thomas Stead
W. T. Stead (Embleton,  5 de julho de 1849 – Oceano Atlântico, 15 de abril de 1912) foi um jornalista e editor de jornal britânico que, como pioneiro do jornalismo investigativo, denunciou um caso de pedofilia e exploração de menores na Era vitoriana. Stead publicou uma série de campanhas extremamente influentes enquanto editor de The Pall Mall Gazette, e é melhor conhecido por sua série de artigos The Maiden Tribute of Modern Babylon, escrito em apoio de um projeto de lei para elevar a idade de consentimento de 13 para 16 anos, apelidado de "Stead Act."
O 'novo jornalismo' de Stead pavimentou o caminho do moderno tabloide na Grã-Bretanha. Stead foi influente em demonstrar como a imprensa poderia ser usada para influenciar a opinião pública e a política do governo, e advogava o "Governo pelo Jornalismo". Ele também era conhecido por suas  reportagens sobre bem-estar infantil, legislação social e reforma dos códigos criminais da Inglaterra.

## Biografia
Stead nasceu em 1849 em Embleton, em Northumberland. Era filho do reverendo William Stead, da Igreja Congregacionalista e Isabella Jobson, filha de um fazendeiro de Yorkshire. Um ano depois de seu nascimento e a família se mudou para Howdon, onde seu irmão mais novo, Francis Herbert Stead, nasceu. Seu pai foi o responsável por grande parte de sua educação, em casa, e aos 5 anos de idade já conhecia as escrituras bíblicas e dizia que sabia ler tanto latim quanto inglês. Sua mãe, porém, deve ter sido a grande influência para sua carreira. Algumas das lembranças de infância favoritas de Stead são de sua mãe engajada com a política local.
De 1862 a 1864, ele estudou na Silcoates School]] em Wakefield, onde tornou-se aprendiz no escritório mercante de Quayside, em Newcastle upon Tyne, tornando-se escriturário.

## Morte noTitanic
Stead embarcou no Titanic para uma visita aos Estados Unidos onde faria parte de um congresso pacifista no Carnegie Hall a pedido do Presidente Taft. Sobreviventes do Titanic relataram pouco sobre as últimas horas de Stead. Ele conversava animado em sua refeição de 11 pratos na noite fatídica, contando histórias emocionantes (incluindo um sobre a múmia amaldiçoada do Museu Britânico), mas se retirou para seu aposento às 22:30h. Após o navio ter atingido o iceberg, Stead ajudou diversas mulheres e crianças a entrar nos botes salva-vidas, em um ato "típico de generosidade, coragem e humanidade" e deu seu colete salva-vidas para outro passageiro.
O sobrevivente Philip Mock viu Stead, se agarrando a um bote com John Jacob Astor IV. "Seus pés ficaram congelados", relatou Mock, "e foram obrigados a se soltar. Ambos morreram afogados." O corpo de William Stead nunca foi recuperado.
Stead muitas vezes alegou que morreria por linchamento ou se afogaria. Ele publicou duas peças que ganharam maior significado à luz de seu destino no Titanic. Em 22 de março de 1886, ele publicou um artigo com o nome de How the Mail Steamer Went Down in Mid Atlantic by a Survivor, onde um navio a vapor colidia com outro navio, resultando em uma grande perda de vidas devido ao insuficiente número de botes salva-vidas. Stead adicionou: "Isso é exatamente o que pode acontecer e acontecerá se os transatlânticos  forem enviados ao mar com falta de botes". Em 1892, Stead publicou uma história chamada From the Old World to the New, em que um navio, o Majestic, resgatava sobreviventes de outro navio que colidiu com um iceberg.